# Panky Trinidad
Mariangela Soleil Frías Trinidad (21 de enero de 1986, Cebú), conocida  artísticamente como Panky Trinidad, es una cantante filipina que fue una de las primeras competidoras de la Pinoy Dream Academy en 2006. En 2008, fue elegida para ser una de las representantes en el Campeonato del Mundo en la categoría de las Artes Escénicas. Durante su labor en el reality show, obtuvo la distinción de ser una de las artistas con el mayor número en la competencia de Star Académico donde obtuvo varios reconocimientos, en el académico y con el menor número de candidaturas, que solo fue una nominación. Puesto que era su cuarto Grand sueño nocturno. Aprendió muchas cosas en el interior de la academia y que desarrolló su confianza en sí misma, tanto como cantante y persona talentosa. Por un tiempo, Panky decidió concentrarse en las competencias de conciertos en Manila y Cebú. Tuvo cuestiones lanzadas contra ella, pero ella optó por guardar silencio y lo puso detrás de todas las controversias desatadas. 

## Campeonato Mundial de Artes Escénicas
En 2008, Panky fue elegida como una de las representantes del Equipo de Filipinas para el Campeonato del Mundo de Artes Escénicas, donde compitieron por la división superior. Sus premios son los siguientes: 
- ORO - Vocal Femenina R & B / Soul / Jazz - 18.ª-24.ª
- ORO - Rock Vocal Femenino - 18.ª-24.ª
- PLATA - Vocal Femenino Broadway - 18.ª-24.ª
- BRONCE - Vocal Pop Femenino - 18.ª-24.ª

Fue citada como la campeona del Mundo de la Vocal de R & B / Soul / Jazz - 16o-24ta Categoría

## Discografía

### Álbumes
1.- Sana Maulit Muli OST 
( ASAP Music ) (ASAP Música)
2.- Pinoy Dream Academy Originales vol. 4 4 
( Dream Music ) (Sueño Música)
3.-Pinoy Dream Academy Originales vol. 2 2 
( Dream Music ) (Sueño Música)

### Sencillos
1. Una y otra vez 
2. Karamay
3. Detrás de esos ojos (con Chai Fonacier)

## Filmografía
- 2007 ASAP 07 - ABS-CBN
- 2007 Desayuno - Studio 23
- 2006 Pinoy Dream Academy - ABS-CBN

- Datos: Q2891266